# Dood van Anja Joos

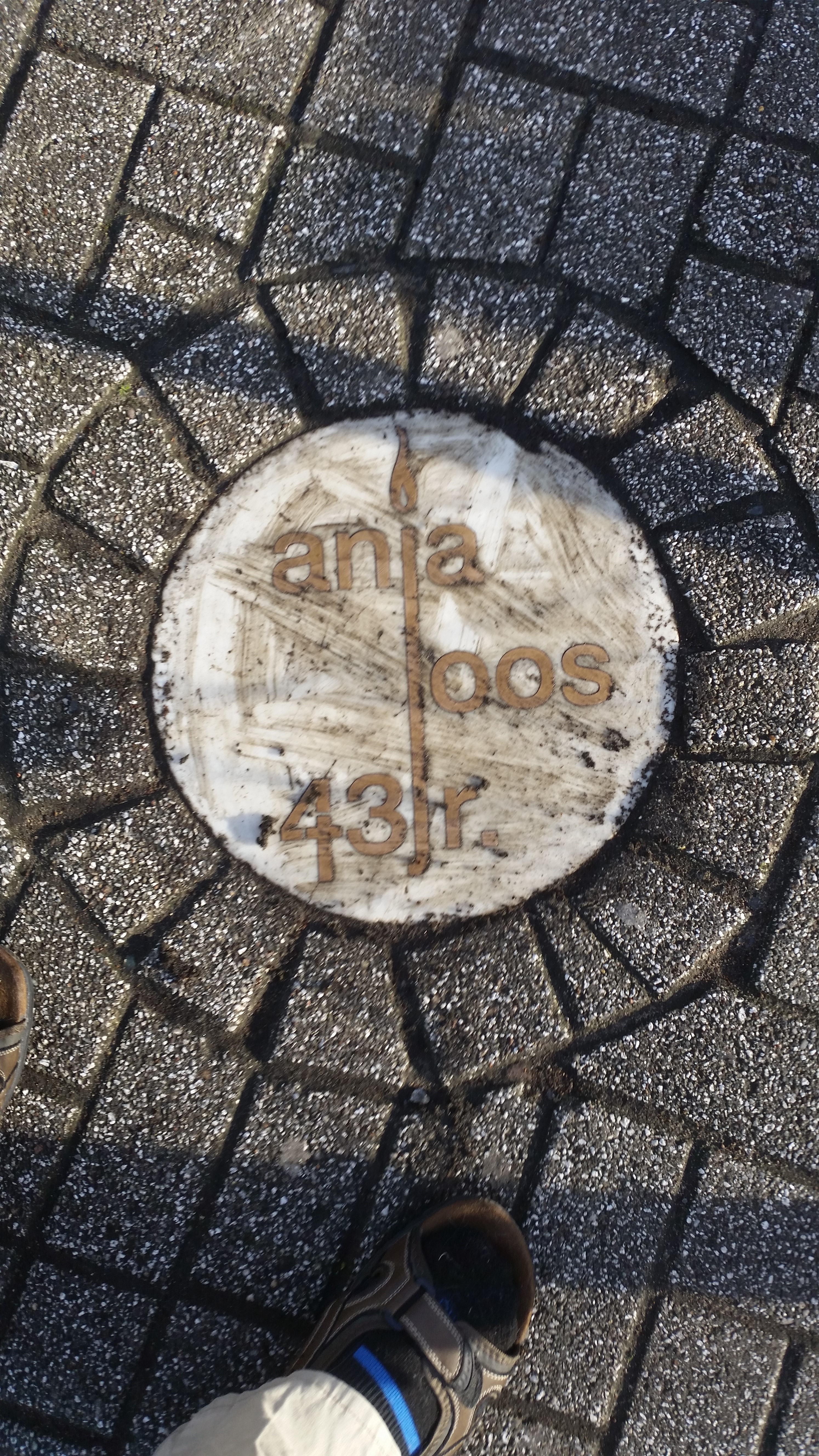
Gedenksteen op het Gerard Douplein

Anja  Joos (1960–2003) was een vrouw die op 6 oktober 2003 in Amsterdam overleed als gevolg van openlijke geweldpleging door een groep winkelbedienden.

## Gebeurtenis
Het slachtoffer, Anja Joos, een Nederlandse van Duitse afkomst, verliet op de avond van 6 oktober 2003 supermarkt Dirk van den Broek aan het Marie Heinekenplein in De Pijp aan de zijde van de Eerste van der Helststraat. Hier werd ze door personeel van de winkel aangehouden op verdenking van diefstal van blikjes bier en hondenvoer. Er bleek niets aan de hand. Daarop zou Joos de medewerkers voor 'kutmarokkanen' hebben uitgemaakt. Op het Gerard Douplein volgde een vechtpartij, waarbij ook niet-medewerkers waren betrokken. Joos werd hierbij in elkaar getrapt. Haar belagers lieten haar op straat achter, waar de gealarmeerde hulpdiensten haar even later vonden. In het ziekenhuis overleed Anja Joos korte tijd later.

## Nagedachtenis
In een stille tocht voor Joos, op 15 oktober, liepen duizend mensen mee. Ze werd op 17 oktober na een herdenkingsdienst in de Oranjekerk voor rekening van de gemeente Amsterdam begraven in een gemeenschappelijk graf dat is ingericht door het Amsterdams drugspastoraat op begraafplaats Sint Barbara. Haar ouders werden in Duitsland opgespoord, maar weigerden de begrafenis bij te wonen. 
In februari 2004 is in het plaveisel van het Gerard Douplein op de plek waar Joos door haar belager werd achtergelaten een gedenksteen aangebracht.

## Rechtszaak
Acht verdachten werden vervolgd in verband met de dood van Joos. De hoofdverdachte werd 16 november 2004 veroordeeld tot drie jaar gevangenisstraf, waarvan één jaar voorwaardelijk, wegens openlijke geweldpleging en zware mishandeling, de dood tot gevolg hebbend.
Vijf verdachten werden elk veroordeeld tot zes maanden voorwaardelijke gevangenisstraf met een proeftijd van twee jaar en een taakstraf van 240 uur. Het hof in Amsterdam was van mening dat deze mededaders niet hadden kunnen voorzien dat hun handelwijze zou resulteren in de dood van het slachtoffer en ook dat zij niet uit waren geweest op wat uiteindelijk is gebeurd. Het hof vond daarnaast wel dat de mededaders welbewust een confrontatie met het slachtoffer hadden gezocht, waardoor er geweld op straat was ontstaan.
Twee andere verdachten werden in hoger beroep vrijgesproken.